# 鈴木喜一 (エッセイスト)
鈴木 喜一（すずき きいち、1949年1月20日 - 2013年7月30日）は、日本のエッセイスト、紀行作家。
静岡県富士宮生まれ。武蔵野美術大学デザイン科卒。建築家、旅人、画家、文筆家、大学教師、ギャラリー運営他、さまざまな活動を展開した。

## 著書
- 『建築を中心にイベリア半島38日間』あむかす事務局 あむかす・旅のメモシリーズ 1982
- 『大陸の中に ウィグル自治区を中心に中国旅行26日間』あむかす事務局 あむかす・旅のメモシリーズ 1986
- 『大地の家 ユーラシア・人と住まいのエコロジー』写真・文 PMC出版 1988
- 『旅の中の風景』PMC出版 1990
- 『新・大地の家 ユーラシア・人と住まいの風景』文・写真・スケッチ 建築資料研究社 1994
- 『スケッチで綴る日本近代建築紀行』宮本和義共著 日経BP出版センター 1995
- 『中国民家探訪事典』東京堂出版 1999
- 『旅泊の空間 日本旅館建築新発見紀行』宮本和義写真 商店建築社 1999
- 『語りかける風景』風土社 2000
- 『まちと建築を再生する』武蔵野美術大学出版局 2002
- 『日本辺境ふーらり紀行』アユミギャラリー悠風舎編 秋山書店 2007
- 『ふーらり地球辺境紀行』秋山書店 2008
- 『空のかたち風の色』秋山書店 2014

### 共著
- 『明治の西洋館』全2巻　さとうつねお写真 佐奈芳勇共著 毎日新聞社 1991
- 『絵ごころの旅 一人ひとりの辺境』吉田桂二,白鳥健二共著 東京堂出版 1998